# Bryan Bickell
Bryan Bickell (Bowmanville, 9 marzo 1986) è un ex hockeista su ghiaccio canadese professionista, che giocava nel ruolo di ala sinistra. Ha a lungo militato nella National Hockey League con la squadra dei Chicago Blackhawks, con cui ha vinto la Stanley Cup 2010, 2013 e 2015. Si è ritirato nel 2017 dopo aver scoperto di aver contratto la sclerosi multipla.